# تامارا ملو
تامارا ملو (انگلیسی: Tamara Mello؛ زادهٔ ۲۲ فوریهٔ ۱۹۷۶) یک هنرپیشه اهل ایالات متحده آمریکا است.
از فیلم‌های معروف او می‌توان به بازی در فیلم‌های او همه چیز تمام است، داوران اسپانیایی و سوپ تورتیا اشاره کرد.